# Estádio Governador Plácido Castelo
Estádio Olímpico do Pará – stadion piłkarski w Fortalezie, Ceará, Brazylia, na którym swoje mecze rozgrywają kluby Ceará Sporting Club oraz Fortaleza Esporte Clube.

## Historia
1968 – Plácido Aderaldo Castelo, od którego pochodzi nazwa obiektu, kupuje 25 hektarów ziemi za CR$ 400.000,00 (Cruzeiro) z przeznaczeniem na budowę stadionu
11 listopada 1973 – Inauguracja
18 listopada 1973 – pierwsza bramka na nowo otwartym stadionie, zdobyta przez Erandy, zawodnika Ceary w meczu z Vitórią.
9 lipca 1980 – wizyta papieża Jana Pawła II na 10 Narodowym Kongresie Eucharystycznym, wtedy też stadion gości największą publiczność w historii, wynoszącą 120 000 osób
27 sierpnia 1980 – rekord frekwencji
16 maja 2001 – rozpoczęcie przebudowy stadionu
23 marca 2002 – ponowne otwarcie, meczem pomiędzy Brazylią i Jugosławią, zakończonym zwycięstwem gospodarzy 1:0
2014 – stadion jest wykorzystywany podczas Mistrzostw Świata w Piłce Nożnej 2014.

## Wyposażenie
30 boksów dla VIP-ów

32 kasy biletowe

46 elektronicznych bramek

28 toalet

10 stanowisk radiowych

6 stanowisk telewizyjnych

18 barów

2 restauracje

1 sala konferencyjna na 131 osób

4 windy

## Mecze międzynarodowe
- 27 sierpnia 1980

 Brazylia 1-0  Urugwaj

Sędzia: Luís Carlos Félix

Gol:  Getúlio
- 10 maja 1989

 Brazylia 4–1  Peru

Sędzia:  Espósito

Gole:  Charles (2), Bebeto, Zé do Carmo ;  C. Torres
- 26 lutego 1992

 Brazylia 3–0  Stany Zjednoczone

Sędzia: Luiz Vilanova

Gole:  Raí (2), Antônio Carlos
- 22 lutego 1995

 Brazylia 5–0  Słowacja

Sędzia: Dacildo Mourão

Gole:  Bebeto (2), Souza, Túlio, Márcio Santos
- 18 listopada 1998

 Brazylia 5–1  Rosja

Sędzia:  Gustavo Mendez

Gole:  Élber, Amoroso (2), Rivaldo, Marcos Assunção ;  Kournokov
- 28 marca 2002

 Brazylia 1–0  Jugosławia

Sędzia:  Epifanio Gonsales

Gole:  Luizão
- 21 sierpnia 2002

 Brazylia 0–1  Paragwaj

Sędzia:  Oscar Ruiz

Gole:  Cuevas

## Mecze Mistrzostw Świata
Stadion był areną Mistrzostw Świata w Piłce Nożnej 2014. Na stadionie odbyły się 4 mecze fazy grupowej, mecz fazy 1/8 finału oraz ćwierćfinał.
| Data            | Godzina     | Reprezentacja | Wynik | Reprezentacja            | Faza                 | Frekwencja |
| --------------- | ----------- | ------------- | ----- | ------------------------ | -------------------- | ---------- |
| 14 czerwca 2014 | 21:00       | Urugwaj       | 1:3   | Kostaryka                | Grupa D              | 58 679     |
| 17 czerwca 2014 | 21:00       | Brazylia      | 0:0   | Meksyk                   | Grupa A              | 60 342     |
| 21 czerwca 2014 | 21:00       | Niemcy        | 2:2   | Ghana                    | Grupa G              | 59 621     |
| 24 czerwca 2014 | 22:00       | Grecja        | 2:1   | Wybrzeże Kości Słoniowej | Grupa C              | 59 095     |
| 29 czerwca 2014 | 18:00       | Holandia      | 2:1   | Meksyk                   | 1/8 finału           | 58 817     |
| 4 lipca 2014    | 18:00       | Brazylia      | 2:1   | Kolumbia                 | ćwierćfinał          | 60 342     |
| Liczba goli     | Liczba goli | Liczba goli   | 17    | Całkowita frekwencja     | Całkowita frekwencja | 356 896    |